# Transbrasil
A Transbrasil foi uma companhia aérea brasileira, que atuou entre as quatro maiores empresas do ramo da aviação comercial no país, atrás das hoje também extintas, VARIG, Cruzeiro e VASP que operaram no século XX e início do XXI.
Fundada em 5 de janeiro de 1955 sob o nome inicial de "Sadia S.A. Transportes Aéreos", a Transbrasil encerrou suas atividades em 3 de dezembro de 2001, com sua falência decretada pela justiça no início de 2002.

## História

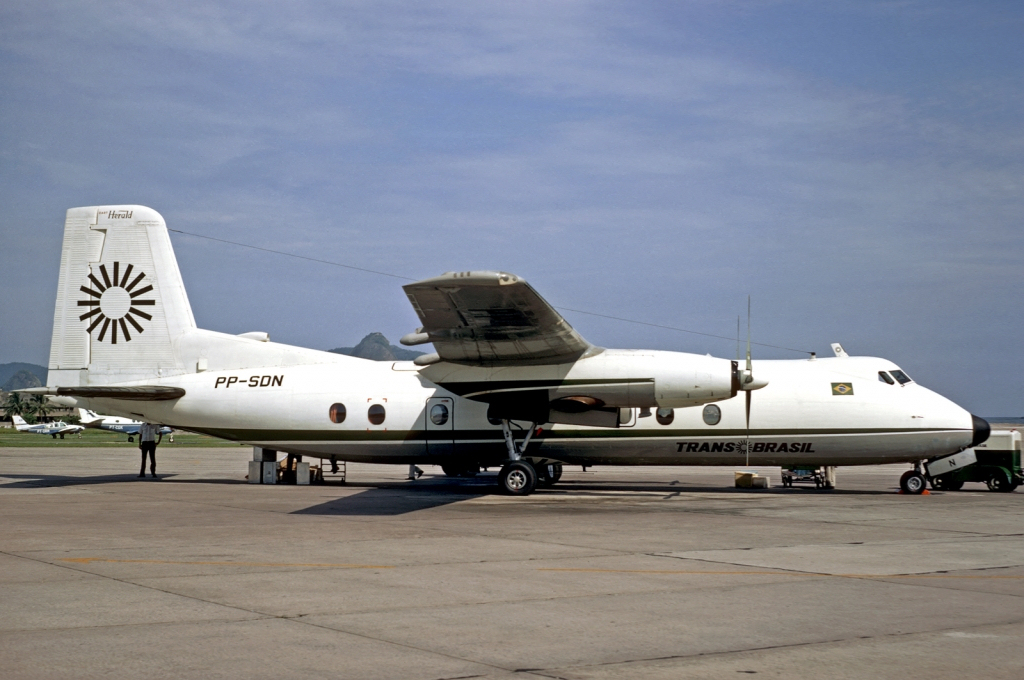
Dart Herald, em 1973.

A Transbrasil foi criada por Omar Fontana, filho de Attilio Fontana, fundador da Sadia, empresa do ramo alimentício. Ele arrendou um avião Douglas DC-3 para transportar carne fresca de Santa Catarina para São Paulo.
A ideia foi um sucesso, o que levou Omar a constituir a Sadia S.A. Transportes Aéreos. Em 16 de março de 1956, o DC-3 prefixo aeronáutico PP-ASJ iniciou serviços combinados de carga e passageiros entre Florianópolis, Videira, Joaçaba e São Paulo.
Em 1961 adquiriu a Transportes Aéreos Salvador, ampliando sua frota e voando até a região Nordeste. O modelo Dart Herald começou a voar na empresa em 1963, sendo o primeiro de dez aeronaves do tipo operadas até 1976.
Os anos 1970 foram marcados pelo crescimento. Em setembro de 1970 chegou o primeiro de oito BAC 1-11, que inaugurou a era do jato na empresa. Em 1973, Omar abriu o capital aos seus funcionários e mudou a razão social da empresa para Transbrasil S.A Linhas Aéreas.
Os aviões começaram a ser pintados em cores alegres e chamativas. Os primeiros EMB-110C Bandeirante iniciam os serviços feeder no Brasil. Antes da década terminar, a Transbrasil passou a ser a terceira maior do país, voando com uma frota de dez Boeings 727-100.
Nos anos 1980 ocorreram ampliações e consolidação do mercado. Em junho de 1983 chegaram três Boeing 767-200, com os quais iniciou voos "charter" internacionais para Orlando, Flórida, nos EUA. A chamada "Década Perdida" deixou marcas na empresa: os sucessivos planos econômicos, desastradamente congelaram preços mas não custos, ocasionando enormes prejuízos.
Em setembro de 1988, Omar Fontana entrou na justiça com um processo contra o governo, exigindo reparação pelas perdas. A empresa sofreu uma rigorosa intervenção federal, que afastou Omar do comando. Pouco mais de um ano depois, a empresa foi devolvida com seu patrimônio dilapidado: o interventor havia vendido vários ativos. Omar tinha convicção de que a saída para a crise da empresa seria a expansão internacional.

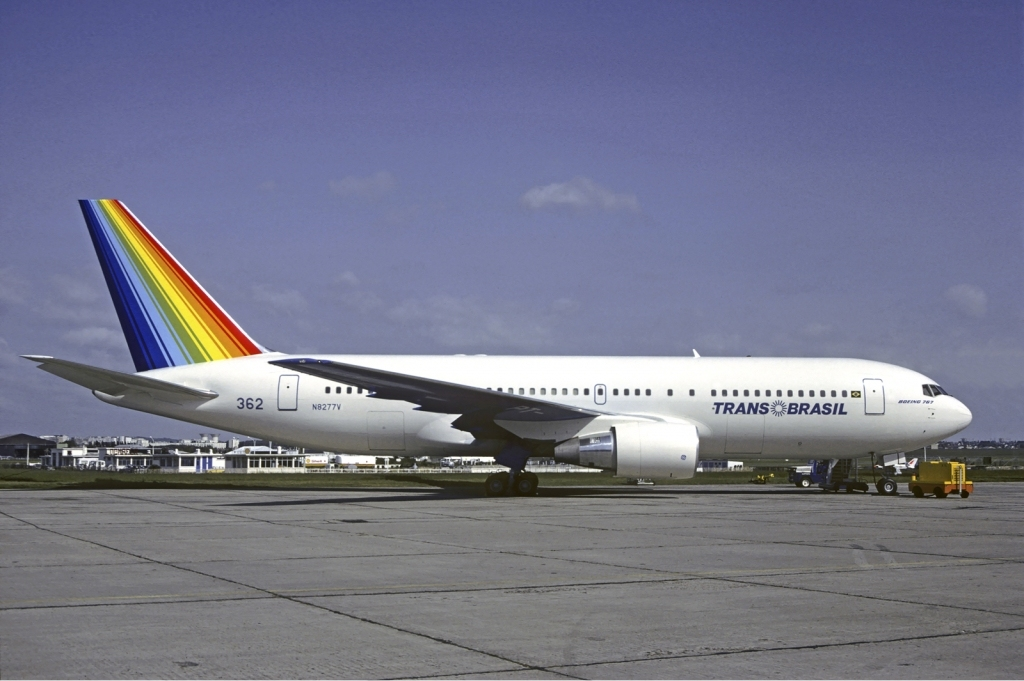
Boeing 767-2Q4 no Aeroporto Le Bourget

Os anos 1990 foram dedicados a conquistar novas rotas internacionais (Miami, New York, Washington, Viena, Buenos Aires, Amsterdã e Londres) e a prosseguir na renovação da frota, incorporando novos 737-300 e 737-400, aposentando os 727 e 707 remanescentes. Mais 5 Boeing 767-300ER foram recebidos. Em 1995 houve até mesmo voos para a China (via Amsterdam), mas estes, como todos os outros, não foram adiante.
Os voos internacionais, vistos como tábua de salvação, tornaram-se um fardo. Em 1998, Omar deixou o dia a dia da empresa em virtude de sua saúde, mas antes assistiu ao cancelamento de todos os voos internacionais e, no setor doméstico, ao encolhimento da empresa que fundou. No mesmo ano ganhou a ação que movera contra o governo, mas isso não foi suficiente para abrandar a crise.
Omar Fontana faleceu em 8 de dezembro de 2000. Depois disso, a queda da empresa foi vertiginosa, até que em 3 de dezembro de 2001 a Transbrasil ficou sem crédito para a compra de combustível para suas aeronaves: todos os seus voos foram cancelados. No dia seguinte funcionários fizeram protestos, exigindo o pagamento de salários atrasados.

## Subsidiárias

### Interbrasil STAR

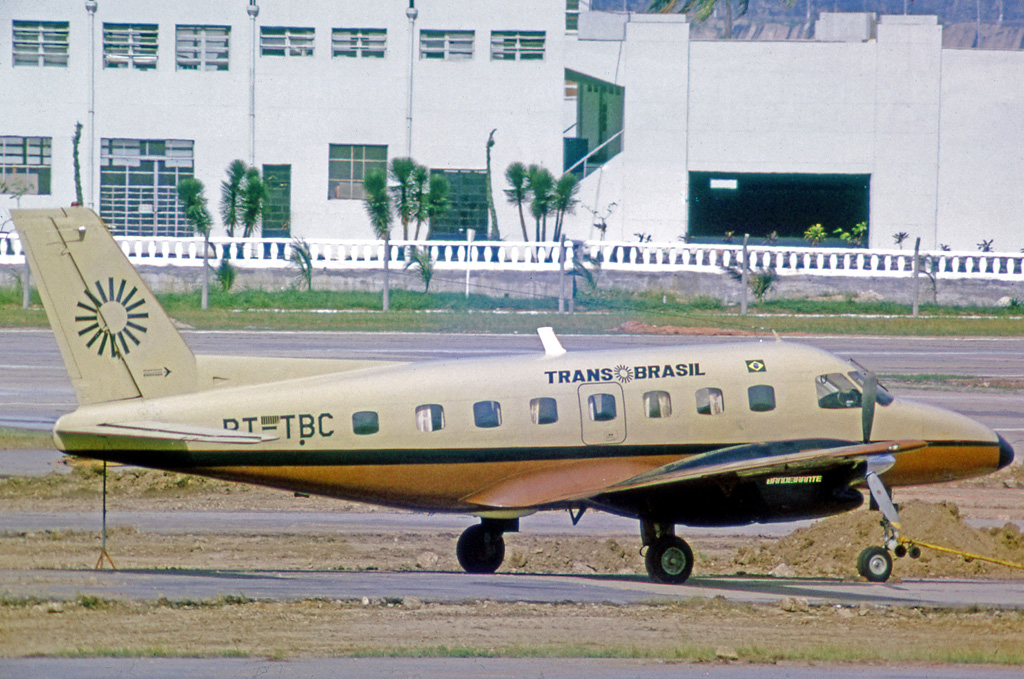
Embraer EMB-110 da Transbrasil.

A Interbrasil STAR, braço regional da Transbrasil, iniciou seus voos em 3 de julho de 1995 com três aeronaves EMB-120QC e transportou naquele ano 20 875 passageiros, com 37% de aproveitamento. A estratégia era de ser uma feeder-line de sua controladora.
Cogitou-se muito na operação dos ERJ 145 e Canadair, o que não ocorreu. No início a empresa atendia as cidades de Campinas, Ribeirão Preto e São José do Rio Preto, com um voo que partia de Guarulhos e também as cidades de Brasília, Goiânia, Chapecó, Londrina, Maringá, Foz do Iguaçu e Porto Alegre.
Em 1996 transportou 57 710 passageiros.
Em 1997 adicionou uma quarta aeronave Embraer e transportou 87 355 passageiros, com 50% de aproveitamento. Neste ano a Interbrasil atendia treze cidades e encomendará outros 3 Embraer 120.
Em 1998, a InterBrasil transportou 98 244 passageiros com 55% de aproveitamento, números melhores que os de 1997, agora já voando com seis Embraer 120.
Em 1999, eram dez cidades atendidas além de participar na Ponte Aérea de BH para o RJ com o ATR 42-300 da Total. Naquele período a empresa transportou 299 379 passageiros mantendo 50% de aproveitamento.
Em 2000, já eram dezenove cidades atendidas em seis aeronaves EMB-120. Neste mesmo ano sub-arrendou um Boeing 737-300 da Transbrasil para operar de Congonhas para Porto Alegre e do Santos Dumont para Pampulha. O número de passageiros transportados ficou em 293 750 passageiros com 53% de aproveitamento.
Em 1 de outubro de 2001, a Interbrasil Star iniciou voos no Aeroporto de Congonhas para destinos no interior do estado de São Paulo, Paraná, Santa Catarina e a cidade de Belo Horizonte. Com a suspensão dos voos da Transbrasil, a Interbrasil paralelamente teve todos os seus voos suspensos no final de dezembro de 2001, pelo fato de ser braço operacional da empresa.

#### Frota
Abaixo a frota histórica da subsidiária:
| Aeronave                 | Total | Ano de Utilização |
| ------------------------ | ----- | ----------------- |
| Embraer EMB-120 Brasília | 6     | 1995-2001         |

### Aerobrasil Cargo
A Aerobrasil Cargo foi uma subsidiária da Transbrasil especializada em transportes de carga, onde operava aeronaves Boeing 707-300. Com sua extinção em 1997, algumas aeronaves foram vendidas para a BETA Cargo.
Em agosto de 1982, Omar Fontana procurou restaurar a posição do Brasil no mercado de cargas nacionais e internacionais, chegando a receber um Boeing 707 da Varig, no dia 20 de setembro do mesmo ano. Porém, em setembro de 1984, a Varig cancelou este contrato de leasing, devolvendo a aeronave no dia 16 de novembro. Diante dessa medida, adquiriu 4 Boeing 707s nos Estados Unidos; convertendo-os em QC (Quick Change), sendo os primeiros 707QC no mundo. Em 1996, as linhas ligavam Guarulhos, Brasília, Manaus, Miami e Nova Iorque, essa última com um Boeing 747-100 da Evergreen.
Utilizava os porões das aeronaves de sua controladora, além de locar aeronaves de outras companhias cargueiras, como o Boeing 747 da Evergreen. Entre 1994 e 1995 estava operando com 3 Boeing 707.

#### Frota
Estas aeronaves eram as de prefixo PT-TCJ, adquirida em 4 de dezembro de 1984, que operou até 12 de agosto de 1987; PT-TCK, adquirida em 3 de fevereiro de 1985 e operada até 23 de setembro de 1987; PT-TCL, adquirida em 13 de fevereiro de 1985 e operada até 23 de setembro de 1987; e PT-TCM, adquirida em 5 de fevereiro de 1985, sendo transferida para a Aerobrasil em 1 de janeiro de 1991 e operada até junho de 1996. As outras aeronaves Boeing 707 operadas foram as de prefixo PT-TCN, recebida em 8 de março de 1985 e operada até junho de 1996; PT-TCO, adquirida em 27 de maio de 1985 e operada até 11 de abril de 1987; PT-TCP, adquirida em 4 de fevereiro de 1986, transferida para a Aerobrasil em janeiro de 1991 e operada até novembro de 1994, quando se perdeu em acidente em Manaus; PT-TCQ, adquirida em 4 de fevereiro de 1986 e operada até 27 de julho de 1987; PT-TCR, adquirida em 25 de abril de 1986 e operada até 27 de julho de 1987; PT-TCS, adquirida em 25 de janeiro de 1987 e operada até 21 de março de 1989, quando se perdeu em acidente na aproximação para pouso no aeroporto internacional de São Paulo.
| Aeronave         | Total                     | Ano de Utilização |
| ---------------- | ------------------------- | ----------------- |
| Boeing 707-320QC | 9(4 com cores da empresa) | 1984-1997         |
| Boeing 747-100F  | 1                         | 1996-1997         |

## Frota
| Avião            | Total | Ano de Integração à frota |
| ---------------- | ----- | ------------------------- |
| Boeing 737-300   | 11    | 1986                      |
| Boeing 737-400   | 1     | 1989                      |
| Boeing 767-200   | 3     | 1983                      |
| Boeing 767-300ER | 2     | 1991                      |

| Avião                       | Total | Período de utilização |
| --------------------------- | ----- | --------------------- |
| BAC 1-11-500                | 7     | 1972-1978             |
| Boeing 707-320QC            | 9     | 1986-1989             |
| Boeing 727-100              | 12    | 1975-1989             |
| Boeing 737-400              | 7     | 1988-1999             |
| Boeing 767-200ER            | 5     | 1991-1999             |
| Boeing 767-300ER            | 4     | 1991-1999             |
| Curtiss C-46                | 12    | 1962-19??             |
| Dart Herald                 | 6     | 19??-1970             |
| Douglas DC-3                | 15    | 1962-19??             |
| Embraer EMB-110 Bandeirante | 6     | 1973-1976             |
| Handley Page                | 3     | 1975-1977             |

### Ex-funcionários notáveis
Entre os antigos funcionários que trabalharam na companhia aérea durante seu tempo de funcionamento, dois deles ganharam destaque a nível nacional por estarem diretamente ligados aos dois maiores acidentes aéreos da história do Brasil, sendo estes parte das estatísticas que se referem a vítimas fatais.
O primeiro deles é o comandante Décio Chaves Júnior, piloto que após cerca de 20 anos trabalhando na companhia, aceita proposta para trabalhar na recém-criada (a época) Gol Linhas Aéreas Inteligentes, chegando a dar aulas como instrutor de aviação até mesmo para um dos donos da companhia, Constantino Júnior. Décio foi o comandante do Boeing 737-800 da companhia que fazia o voo de número 1907, de Manaus a Brasília, que se chocou contra um jato Legacy no dia 29 de setembro de 2006. Apesar de todos os esforços, Décio e o co-piloto Thiago Jordão Cruso não conseguiram impedir que a aeronave se despedaçasse sobre uma floresta no Mato Grosso. O comandante, que tinha 44 anos na época, foi uma das 155 vítimas fatais do acidente, tendo seu corpo encontrado na cabine do avião, no dia 3 de outubro de 2006.
O segundo piloto é o comandante Henrique Stephanini di Sacco, que também trabalhou por cerca de 20 anos na companhia, até sua falência em 2002. Devido ao desemprego, Di Sacco fundou uma distribuidora de água chamada Santa Clara e começou a fazer pequenos voos comerciais em Franca e Ribeirão Preto, até ser admitido pela TAM Linhas Aéreas em fevereiro de 2007. No mesmo ano, concluiu o treinamento para pilotar aeronaves do modelo Airbus A-320, e no dia 17 de julho de 2007, foi o encarregado de controlar uma aeronave deste modelo, na função de co-piloto, ao lado do comandante Kleyber Aguiar Lima, que faria o Voo TAM 3054 em 17 de julho de 2007, sendo uma das vítimas fatais naquele acidente.
Porém, por uma combinação de falhas humanas, estruturais e de planejamento, a aeronave atravessou em alta velocidade a pista do Aeroporto de Congonhas durante o pouso e chocou-se contra o prédio da TAM Express, explodindo no processo. Di Sacco foi uma das 199 vítimas fatais do acidente (o maior da história da aviação brasileira), e devido a sua localização no avião (ou seja, na cabine) e pelas circunstâncias lógicas das dimensões do incêndio no avião, seu corpo, juntamente com o do piloto Kleyber, só puderam ser identificados apenas um mês depois do acidente, via teste de DNA.
Em ambos os casos, as companhias aéreas ressaltaram a experiência de seus profissionais nos comunicados divulgados após o acidente, sendo que no acidente ocorrido em 2006, foi notório o entrosamento entre os pilotos dentro da cabine (mediante áudios da caixa preta), enquanto que no acidente ocorrido em 2007, foi notada uma certa timidez entre os dois pilotos, com o piloto Kleyber Lima assumindo posição de líderança no controle da aeronave.

## 2001–2013

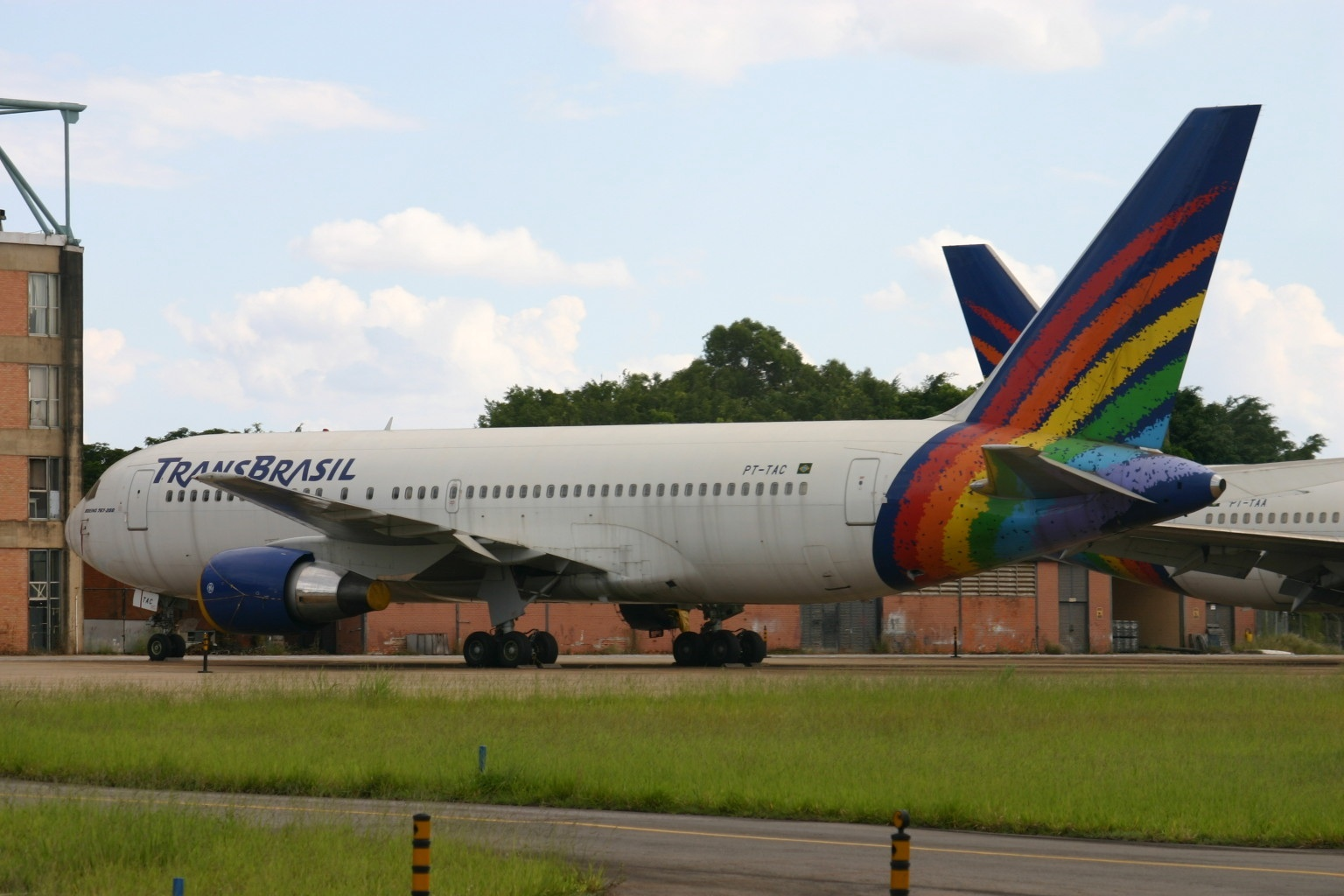
Boeing 767 abandonado no Aeroporto de Brasília

Durante esse período houve pedido de recuperação judicial da companhia, mas ele foi negado e a falência da Transbrasil foi oficialmente decretada em 2002. Em janeiro de 2002 foi anunciada a venda da empresa a um grupo liderado por um empresário goiano, pelo valor simbólico de um real.
Em 2005, houve uma tentativa de compra pela colombiana Avianca e pela brasileira Oceanair, depois Avianca Brasil, hoje extinta,  para voltar a operar com cargas, mas isso não passou de especulação.
Em 2006, o Supremo Tribunal Federal devolveu sua concessão de empresa aérea, presumindo que poderia voltar a voar, coisa que não ocorreu por causa do cancelamento da compra pela Avianca.
Em 2009, quase sete anos após a quebra da Transbrasil, o Ministério Público do Estado de São Paulo (MP-SP) denunciou os ex-administradores da empresa. O motivo seria uma suposta autoria de crimes que teriam contribuído para a falência da companhia. O principal acusado era Antônio Celso Cipriani, genro de Omar Fontana, que chegou a assumir a presidência da companhia e se tornar um empresário próspero fora dela.
Em 2010, o Tribunal de Justiça do Estado de São Paulo (TJ-SP) entendeu que a empresa norte-americana General Electric, principal credora da Transbrasil, indevidamente executou a cobrança de notas promissórias que já haviam sido pagas e por isto foi a responsável por sua falência. Na ocasião, a Justiça paulista condenou a GE por má-fé e ao pagamento de uma multa de quatrocentos milhões de reais. Essa decisão judicial suscitou a hipótese de uma retomada da Transbrasil. No entanto, com o recurso judicial apresentado pela GE o processo seguiu para julgamento no STJ, que em 2013 decidiu que a empresa não foi responsável pela falência, não deve ser condenada por má-fé e tampouco multada em quatrocentos milhões de reais. No entanto, o mesmo STJ concluiu que a cobrança das notas promissórias foi irregular e que por isto a Transbrasil teria direito a uma indenização "do prejuízo no ato que efetivamente resultou no protesto das notas", mas que o valor "não deve levar em consideração o prejuízo da falência". O valor da indenização não foi definido.